# Chokri Belaïd

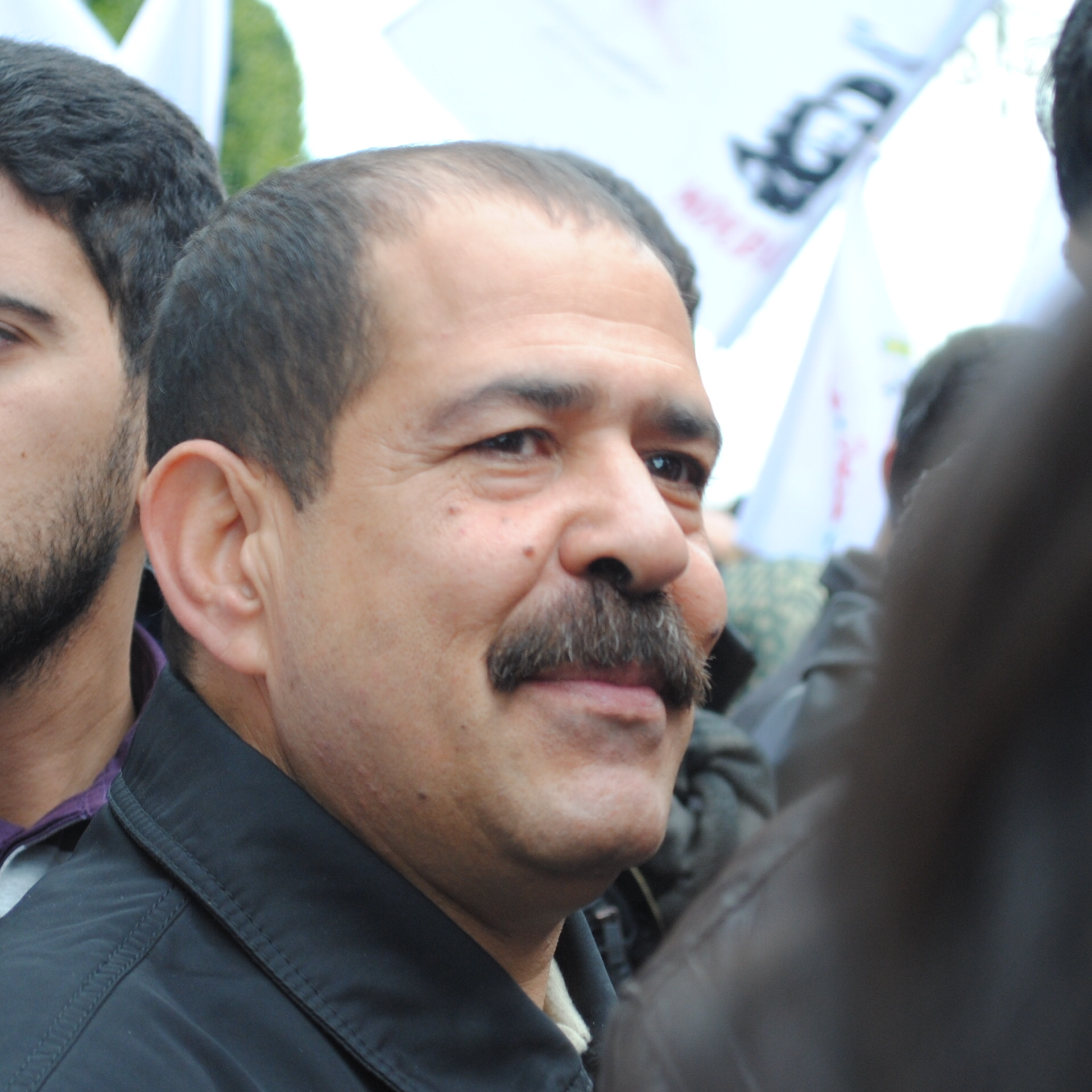
Chokri Belaïd (2011)

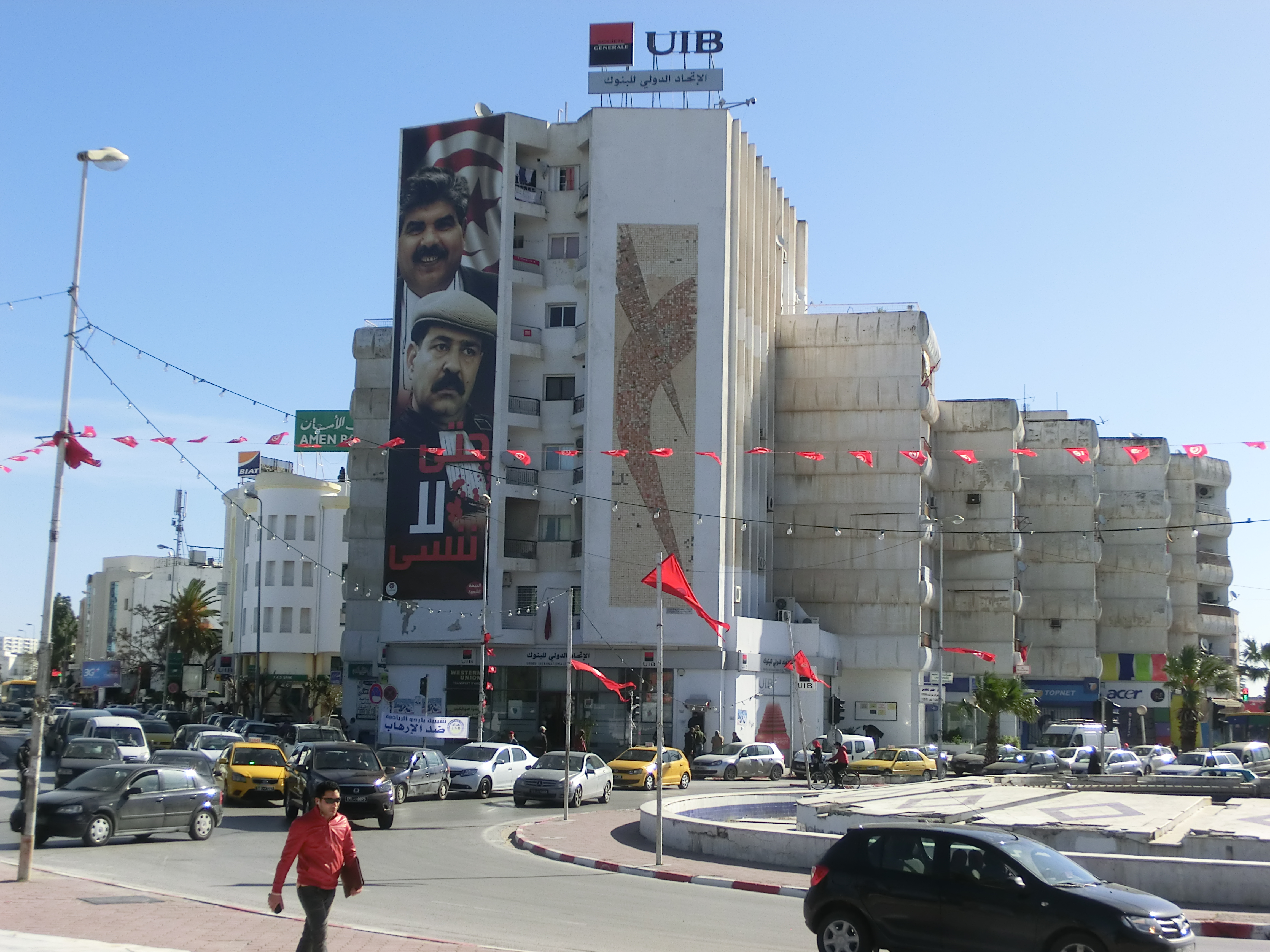
Bilder von Belaïd und Brahmi vor dem Sitz des tunesischen Parlaments, April 2015

Chokri Belaïd (arabisch شكري بلعيد, DMG Šukrī Balʿaid; * 26. November 1964 in Djebel Jelloud; † 6. Februar 2013 in Tunis) war ein tunesischer Jurist und Politiker. Er war ein ehemaliges Mitglied der „Haute instance pour la réalisation des objectifs de la révolution, de la réforme politique et de la transition démocratique“ („Hohe Behörde für die Erreichung der Ziele der Revolution, für politische Reformen und demokratische Transition“) und Generalsekretär der Partei Mouvement des patriotes démocrates (Bewegung Patriotischer Demokraten). Der linke Oppositionspolitiker galt als strikter Gegner der Regierung Jebali und trat für die Trennung von Staat und Religion ein.
Belaïd wurde am 6. Februar 2013 vor seinem Haus erschossen, als er seinen heimatlichen Bezirk El Menzah im Norden von Tunis verlassen wollte. Dieser Mord löste eine Vielzahl von Protestveranstaltungen aus. Mehrere Büros der Regierungspartei Ennahda wurden verwüstet.
Im August 2013 beschuldigte Premierminister Ali Larajedh die salafistische Organisation Ansar al-Scharia unter anderem, hinter den Morden an Chokri Belaïd und Mohamed Brahmi zu stehen.